# Diana Gansky

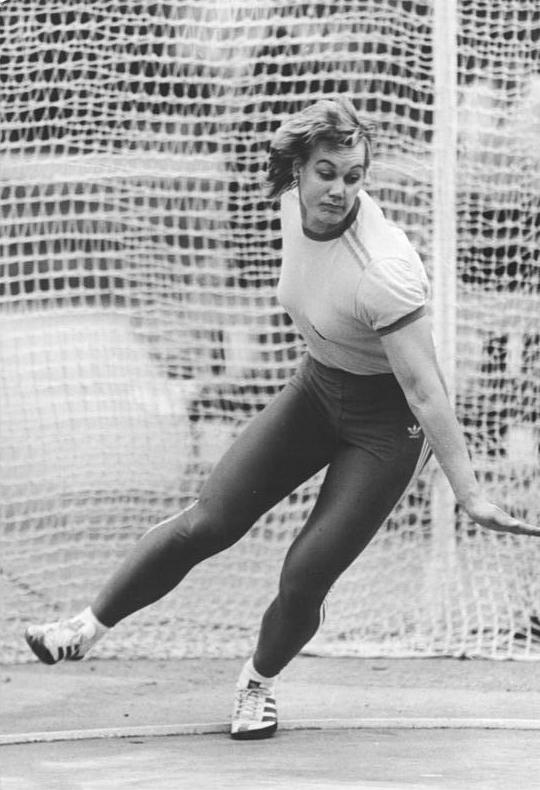
Diana Gansky, 1987

Diana Gansky, geb. Sachse (* 14. Dezember 1963 in Bergen/Rügen), ist eine ehemalige deutsche Leichtathletin und Olympiamedaillengewinnerin, die in den 1980er Jahren zu den weltbesten Diskuswerferinnen gehörte. Für die DDR startend, wurde sie 1986 Europameisterin (unter ihrem Geburtsnamen Sachse) und 1987 und 1988 jeweils Zweite der Weltmeisterschaften und der Olympischen Spiele.
Schon mit 17 Jahren war sie 1981 Junioreneuropameisterin, brauchte aber dann einige Jahre, um sich unter den leistungsstarken Diskuswerferinnen der DDR durchzusetzen. Dort stand sie meist im Schatten von Martina Hellmann (die sie nur bei den Europameisterschaften 1986 besiegte). Längere Zeit trainierte sie zusammen mit Gabriele Reinsch, der Weltrekordhalterin seit Juli 1988 mit 76,80 m. Mit Stand vom Saisonende 2004 ist Diana Gansky die einzige Frau der Welt, der bei Wettkämpfen 24 Würfe über 70 Meter gelangen.
Diana Gansky startete für den ASK Vorwärts Potsdam und trainierte bei Lothar Hillebrand. In ihrer aktiven Zeit war sie 1,84 m groß und wog 92 kg. Sie studierte zunächst Sportwissenschaften, schulte nach dem Ende der DDR auf Bademeisterin um und wurde später selbständige Physiotherapeutin. 1989 zog sie sich aus dem Spitzensport zurück. Später blieb sie als Seniorensportlerin aktiv und wurde 2002 Europameisterin. Sie hat eine Tochter.
Gansky wurde 1986 und 1988 mit dem Vaterländischen Verdienstorden in Silber ausgezeichnet.

## Erfolge im Einzelnen
- 1981, Junioreneuropameisterschaften 1981: Platz 1
- 1986, Europameisterschaften: Platz 1 (59,84 – 68,34 – 67,60 – 67,00 – 70,54 – 71,36 m)
- 1987, Weltmeisterschaften: Platz 2 (66,64 – 67,50 – 70,12 m – 68,78 – 65,42 – ungültig)
- 1988, Olympische Spiele: Platz 2 (65,58 – 66,14 – ungültig – 65,82 – 71,88 m – 68,08)
- 2002, Senioreneuropameisterschaften in Potsdam: Platz 1 der Altersklasse 35 (42,21 – 41,28 – 40,74 – 41,14 – 42,43 – 44,24 m)

Bestleistung:  74,08 m am 20. Juni 1987 in Karl-Marx-Stadt (DDR-Rekord bis 9. Juli 1988)